# François Joseph Marchal

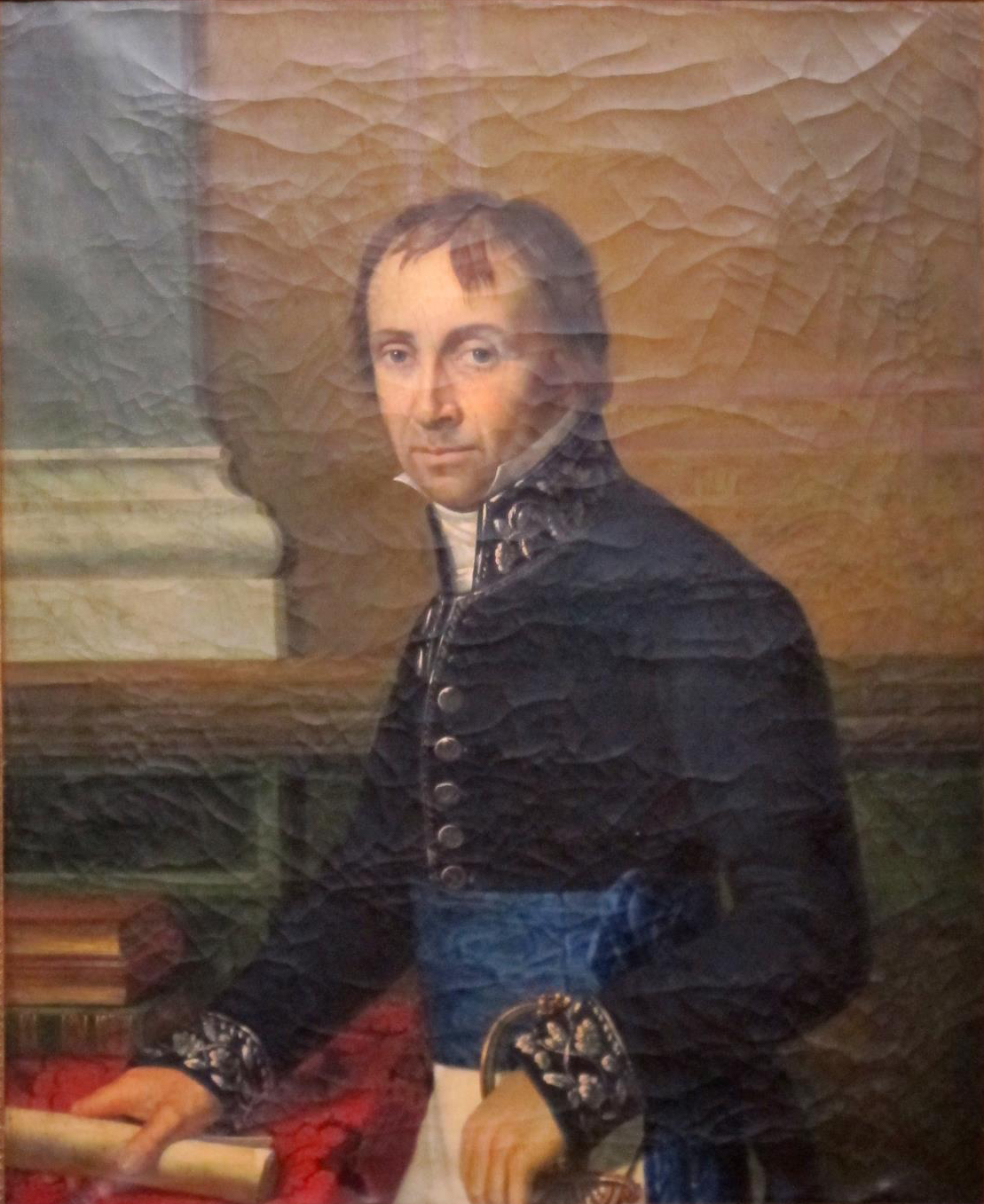
François Joseph Marchal

François Joseph Ferdinand Marchal (Brussel, 9 december 1780 - Schaarbeek, 22 april 1858) was een Belgisch edelman, historicus en conservator.

## Levensloop
François-Joseph Marchal was een zoon van Jean-Nicolas Marchal (1754-1789), geboren in Longwy, docent architectuur aan de militaire school in Mechelen, secretaris van generaal graaf de Ferraris en hoofdredacteur voor het opmaken van de Ferrariskaarten van de Oostenrijkse Nederlanden, en van Marie-Anne de Rinonville († 1834), die de reputatie had een natuurlijke dochter te zijn van gouverneur-generaal Karel van Lotharingen.
Marchal studeerde af aan het Collège de France in Parijs (1797-1799) en werkte vervolgens samen met Charles-Antoine de La Serna Santander aan het opstellen van de catalogus van de boeken bewaard in de École centrale van het Dijledepartement. In 1808-1814 werd hij als intendant ingezet door de Franse administratie in de veroverde Illyrische gebieden. In 1814 kwam hij terug naar Brussel, maar hij vond er geen werk meer. Hij trok naar Parijs, maar ook daar vond hij geen betrekking. Hij trok zich terug in Montmédy.
In 1820 werd Marchal werk aangeboden in Nederlands-Indië, maar pas was hij er aangekomen of men stuurde hem terug, vanwege zijn gebrek aan kennis van het Nederlands. In 1827 kreeg zijn carrière weer een optimistischer wending. In 1827 werd hij attaché bij het rijksarchief en in 1830 conservator van de collectie handschriften, die vanaf 1831 de naam kreeg van 'Bourgondische bibliotheek'. Toen ze nadien onderdeel werd van de Koninklijke Bibliotheek, bleef hij er de conservator van. Hij publiceerde in drie delen de catalogus van de 18.000 handschriften die in de bibliotheek bewaard werden.
Marchal werd lid van de Koninklijke Academie van Wetenschappen en Kunsten in Brussel en werd eredoctor aan de Rijksuniversiteit Leuven. Hij publiceerde zeer talrijke historische studies. In 1845 verkreeg hij erkenning in de erfelijke adel, met de titel ridder, overdraagbaar bij eerstgeboorte.
Hij trouwde in 1822 in Brussel met Euphémie Diez (1796-1864), dochter van de directeur van de posterijen in Mechelen, en ze hadden zes kinderen:
- Charles Emile Marchal (1828-1906), directeur bij het ministerie van Spoorwegen, Posterijen en Telegrafie. Hij trouwde met Cornelie Crossée (1826-1891) en ze kregen een dochter.
- Edmond Marchal (1833-1916) was vast secretaris van de Koninklijke Academie van België. Hij bleef ongehuwd en was de laatste naamdrager van deze familie Marchal. In 1877 kreeg hij de titel ridder, overdraagbaar bij eerstgeboorte.
- Félix Marchal (1836-1901) werd luitenant-generaal en kabinetschef van de minister van Oorlog. Hij trouwde met Isabelle Crossée (1826-1891) en ze bleven kinderloos. Hij kreeg nochtans, zoals zijn broer, in 1877 de riddertitel, overdraagbaar bij eerstgeboorte.

## Ernest Marchal
Een broer van Marchal, Ernest Marchal (1786-1858), werd in 1855 eveneens erkend in de erfelijke adel. Hij trouwde met Rosalie de la Kethulle (1791-1860). Het echtpaar had twee zoons, maar zonder verdere afstamming.